# Afogados da Ingazeira (ort)
Afogados da Ingazeira är en ort i Brasilien.   Den ligger i kommunen Afogados da Ingazeira och delstaten Pernambuco, i den östra delen av landet, 1 400 kilometer nordost om huvudstaden Brasília. Afogados da Ingazeira ligger 516 meter över havet och antalet invånare är 25 060.
Terrängen runt Afogados da Ingazeira är platt åt nordost, men åt sydväst är den kuperad.Det finns inga andra samhällen i närheten.
Omgivningarna runt Afogados da Ingazeira är huvudsakligen savann. Runt Afogados da Ingazeira är det ganska glesbefolkat, med 34 invånare per kvadratkilometer.